# 東京マダムと大阪夫人
『東京マダムと大阪夫人』（とうきょうマダムとおおさかふじん）は、1953年に公開された川島雄三監督の日本映画。原作は当時、婦人生活に連載中であった藤沢桓夫作品。
川島雄三によりスカウトされた、芦川いづみがこの作品で女優デビューを果たした。また後年、日活に移籍して石原裕次郎の相手役を多く演じた、芦川いづみと北原三枝が共演している。

## スタッフ
- 監督 - 川島雄三
- 脚本 : 富田義朗
- 原作 : 藤沢桓夫
- 製作 : 山口松三郎
- 撮影 : 高村倉太郎

## キャスト
- 三橋達也 : 伊東光雄
- 月丘夢路 : 伊東美枝子
- 大坂志郎 : 西川隆吉
- 水原真知子 : 西川房江
- 坂本武 : 丹下忠一
- 芦川いづみ : 丹下康子
- 稲川忠完 : 吉川徳平
- 高橋貞二 : 田村八郎
- 毛利菊枝 : 田村雪江
- 奈良真養 : 星島専務
- 滝川美津枝 : 星島千代子
- 北原三枝 : 星島百々子
- 多々良純 : 秋元人事課長
- 丹下キヨ子：秋元夫人
- 桜むつ子：権田原の妻